# سیارک ۱۵۲۶۵۷
سیارک ۱۵۲۶۵۷ (به انگلیسی: 152657 Yukifumi، نامگذاری:1997XO2)۱۵۲۶۵۷مین سیارک کشف شده‌است که در ۰۴ دسامبر ۱۹۹۷ کشف شد.